# Hiienjärvi (sjö i Mellersta Finland)
Hiidenjärvi eller Hiienjärvi är en sjö i Finland. Den ligger i kommunen Kivijärvi i landskapet Mellersta Finland, i den centrala delen av landet, 300 km norr om huvudstaden Helsingfors. Hiidenjärvi ligger 151,2 meter över havet. Den är 4,1 meter djup. Arean är 54,9 hektar och strandlinjen är 6,15 kilometer lång. Sjön  ingår i Kymmene älvs huvudavrinningsområde.   I omgivningarna runt Hiidenjärvi växer i huvudsak blandskog.